# Myroslaw Skoryk
Myroslaw Mychajlowytsch Skoryk (* 13. Juli 1938 in Lwiw; † 1. Juni 2020 in Kiew) war ein ukrainischer Komponist.

## Leben
Myroslaw Skoryks Eltern studierten an der Universität Wien und seine Großmutter war die Schwester von Salome Kruschelnytska.
Skoryk besuchte ab 1945 die Musikschule in Lwiw. In seiner Familie spielte sein Vater Violine und seine Mutter Klavier. Von 1955 bis 1960 studierte Skoryk am Konservatorium von Lwiw bei Adam Sołtys und Stanislaw Ljudkewytsch und ab 1960 am Moskauer Konservatorium bei Dmitri Kabalewski. Von 1964 an wirkte er in Lwiw, wo er Kompositionslehrer am Konservatorium wurde.
Ab 1960 wurde Skoryk am Kiewer Konservatorium als Musiklehrer tätig.  1990 arbeitete er erstmals in den USA und danach in Australien. Ende der 1990er Jahre kehrte er in die Ukraine zurück und war ab 1999 erneut an der Musikakademie der Ukraine als Lehrstuhlinhaber für ukrainische Musikgeschichte tätig. Er komponierte ein Ballett, sieben Partiten (u. a. für Streichorchester), zehn Violinkonzerte, zwei Violoncellokonzerte, kammermusikalische Werke, Klavierstücke, Chorwerke, Lieder sowie Schauspiel- und Filmmusiken (wie die zum Film Schatten vergessener Ahnen von 1965). Skoryk war von 2002 bis 2005 und erneut von 2013 bis 2019 Musikdirektor des Kiew-Musikfestes.
Skoryk starb am 1. Juni 2020 in Kiew, und wurde am 5. Juni auf dem Lytschakiwski-Friedhof in Lwiw beigesetzt.

## Ehrungen
Myroslaw Skoryk erhielt 1987 den Taras-Schewtschenko-Preis und am 20. August 2008 wurde ihm der Titel „Held der Ukraine“ verliehen. Außerdem wurde er mit dem Titel „Volkskünstler der Ukraine“ ausgezeichnet und erhielt 2010 den ukrainischen Verdienstorden 1. Klasse, nachdem er zuvor bereits den der 2. (2006) und 3. (1998) Klasse erhalten hatte.
Am 29. September 2020 wurde die Nationale Philharmonie  Lwiw nach ihm benannt.

## Werke (Auswahl)

### Klavierwerke (Auswahl)
- Melody (1982)
- Sonata (1958)
- Rondo (1962)
- Burlesque (1964)
- Piano Variations (1961)

### Bühnenwerke
- Die Steinbrecher; einaktiges Ballett, nach Iwan Franko, 1967 Lwiw
- Moses;  Oper in zwei Akte, Libretto Bohdan Stelmach nach Iwan Franko, 2001/2002 Lwiw

### Filmmusik (Auswahl)
- 1965: Schatten vergessener Ahnen (Tini zabutych predkiv)
- Anton
- Podarok
- Taras. Povernennya
- Khlib i sil
- Zhivaya voda